# Félix Izeta Txabarri
Félix Izeta Txabarri (ur. 3 sierpnia 1961) – hiszpański szachista, arcymistrz od 1994 roku.

## Kariera szachowa
Pod koniec lat 80. XX wieku awansował do szerokiej czołówki hiszpańskich szachistów. W 1996 r. reprezentował swój kraj na szachowej olimpiadzie, natomiast w latach 1989, 1992, 1997 i 1999 – na drużynowych mistrzostwach Europy.
Wielokrotnie startował w turniejach międzynarodowych, sukcesy odnosząc m.in. w:
- Ermui (1990, I m.),
- Toledo (1991, III m. za Zurabem Azmaiparaszwilim i Elizbarem Ubiławą),
- Albacete (1992, dz. II m. za Slobodanem Kovaceviciem, wspólnie z m.in. Davorem Komljenoviciem),
- Ceucie (1992, III m. za Borysem Złotnikiem i Hichamem Hamdouchim),
- Las Palmas (1993, III m. za Michałem Krasenkowem i Ilią Smirinem oraz 1996, dz. II m. za Borisem Gulko, wspólnie z Anthony Milesem, Olegiem Romaniszynem, Anatolijem Wajserem, Luisem Galego i Draganem Barlovem),
- Pampelunie (1993/94, dz. I m. wspólnie z Jordi Magemem Badalsem i Andriejem Sokołowem),
- San Sebastián (dwukrotnie dz. I m., w 1993 wspólnie z Bojanem Kurajicą, a w 1994 – z Ulfem Anderssonem i Zenonem Franco Ocamposem),
- Saragossie (1994, dz. II m. za Rusłanem Pogorełowem, wspólnie z m.in. Miodragiem Todorceviciem, Pablo San Segundo Carrillo, Mihailem Marinem, Andriejem Charłowem i Atanasem Kolewem),
- Elgoibarze (dwukrotnie dz. I m., w 1995 wspólnie z Marcelino Sionem Castro, Danielem Cámporą oraz Nikoła Mitkowem, a w 1996 – z Danielem Cámporą),
- León (1997, dz. III m. za Julio Grandą Zunigą i Johnem Nunnem, wspólnie z Marcelino Sionem Castro),
- Santosie (2001, III m. za Gilberto Milosem i Alonso Zapatą).

Najwyższy ranking w karierze osiągnął 1 lipca 1996 r., z wynikiem 2525 punktów zajmował wówczas 4. miejsce wśród hiszpańskich szachistów. Od 2004 r. nie występuje w turniejach klasyfikowanych przez Międzynarodową Federację Szachową.